# Apatosaurus
Apatosaurus (însemnând „șopârlă înșelătoare”) este un gen de dinozaur sauropod erbivor care a trăit în America de Nord în Jurasicul târziu. Paleontologul american Othniel Charles Marsh a descris și numit prima specie cunoscută, A. ajax, în 1877, iar o a doua specie, A. louisae a fost descoperită și numită de William H. Holland în 1916. Apatosaurus a trăit în urmă cu aproximativ 152-151 de milioane de ani în perioada Kimmeridgianul târziu până la începutul Tithonian. Sunt cunoscuți din fosilele descoperite în Formația Morrison din Colorado, Oklahoma, New Mexico, Wyoming și Utah în Statele Unite. Apatosaurus a avut o lungime medie de 21–22,8 metri și o masă medie de 16,4–22,4 tone. Câteva exemplare indică o lungime maximă cu 11–30% mai mare decât media și o masă de 32,7–72,6 tone.
Vertebrele cervicale ale Apatosaurus sunt mai puțin alungite și mai grele decât cele ale lui Diplodocus, un diplodocid precum Apatosaurus, iar oasele piciorului sunt mult mai robuste, în ciuda faptului că sunt mai lungi, ceea ce implică faptul că Apatosaurus era un animal mai robust. Coada rămânea deasupra solului în timpul locomoției normale.  Apatosaurus avea o singură gheară la fiecare membru anterior și trei la fiecare dintre membrele posterioare. Despre craniul Apatosaurus  s-a crezut mult timp ca fiind similar cu al Camarasaurus, însă de fapt este mult mai asemănător cu Diplodocus. Ca și la celelalte diplodocide, coada sa ar fi fost folosită ca bici pentru a crea zgomote puternice.
Craniul Apatosaurus a fost confundat cu cel al Camarasaurus și Brachiosaurus până în 1909, când a fost găsit holotipul lui A. louisae și un craniu complet aflat la doar câțiva metri distanță de gât. Henry Fairfield Osborn nu a fost de acord cu această asociație și a continuat să monteze un schelet de Apatosaurus cu un craniu de Camarasaurus. Scheletele Apatosaurus au fost montate cu ajutorul unor cranii speculative până în 1970, când McIntosh a arătat că cele mai robuste cranii, atribuite lui Diplodocus erau mai probabile ale Apatosaurus.

## Etimologie
Denumirea Apatosaurus provine din cuvintele grecești apatē (ἀπάτη) / apatēlos (ἀπατηλός) care înseamnă „înșelăciune” / „înșelător” și sauros (σαῦρος) care înseamnă „șopârlă” ceea ce s-ar traduce prin „șopârlă înșelătoare”. Marsh i-a dat acest nume, deoarece osul chevron al animalului se asemăna mai mult cu cel al unui mosasaur, o reptilă marină mare, decât cu cel al unui dinozaur..

## Descriere

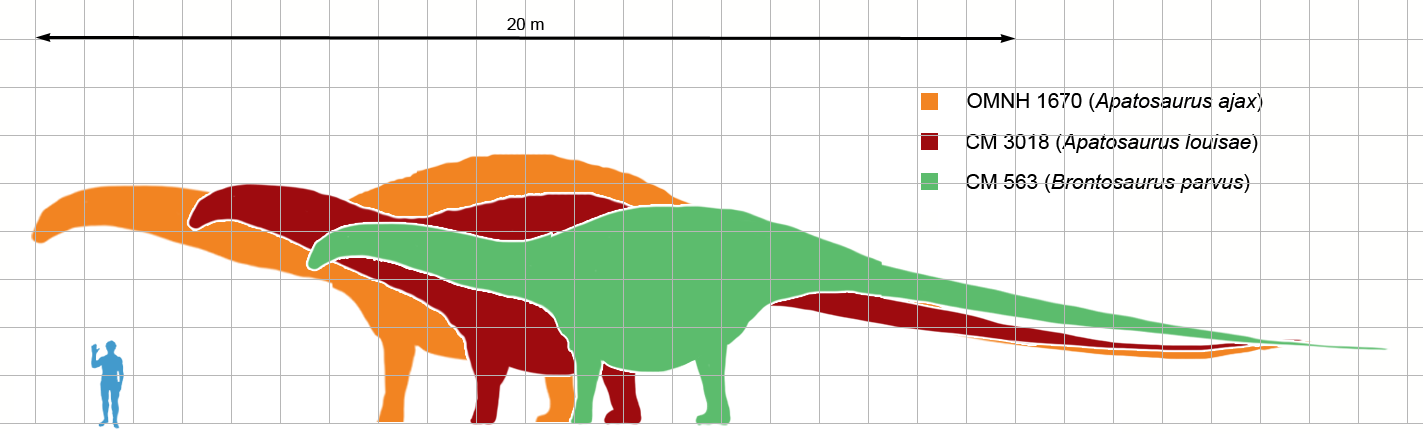
Comparație A. ajax (portocaliu) și A. louisae (roșu) cu un om și Brontosaurus parvus (verde)

Apatosaurus era un animal mare, cu gât lung, patruped, cu o coadă lungă, asemănătoare cu biciul. Membrele anterioare erau ușor mai scurte decât cele posterioare. Majoritatea estimărilor de mărime se bazează pe specimenul tip A. louisae. În 1936, prin măsurarea coloanei vertebrale, lungimea lui a fost estimată la 21,8 metri. Estimările actuale sunt similare, arătând că avea o lungime de 21–22,8 metri și o masă de 16,4–22,4 tone. Unele exemplare de A. ajax (cum ar fi OMNH 1670) sugerează o masă de 32,7-72,6 tone, putând rivaliza cu cei mai mari titanozuri.

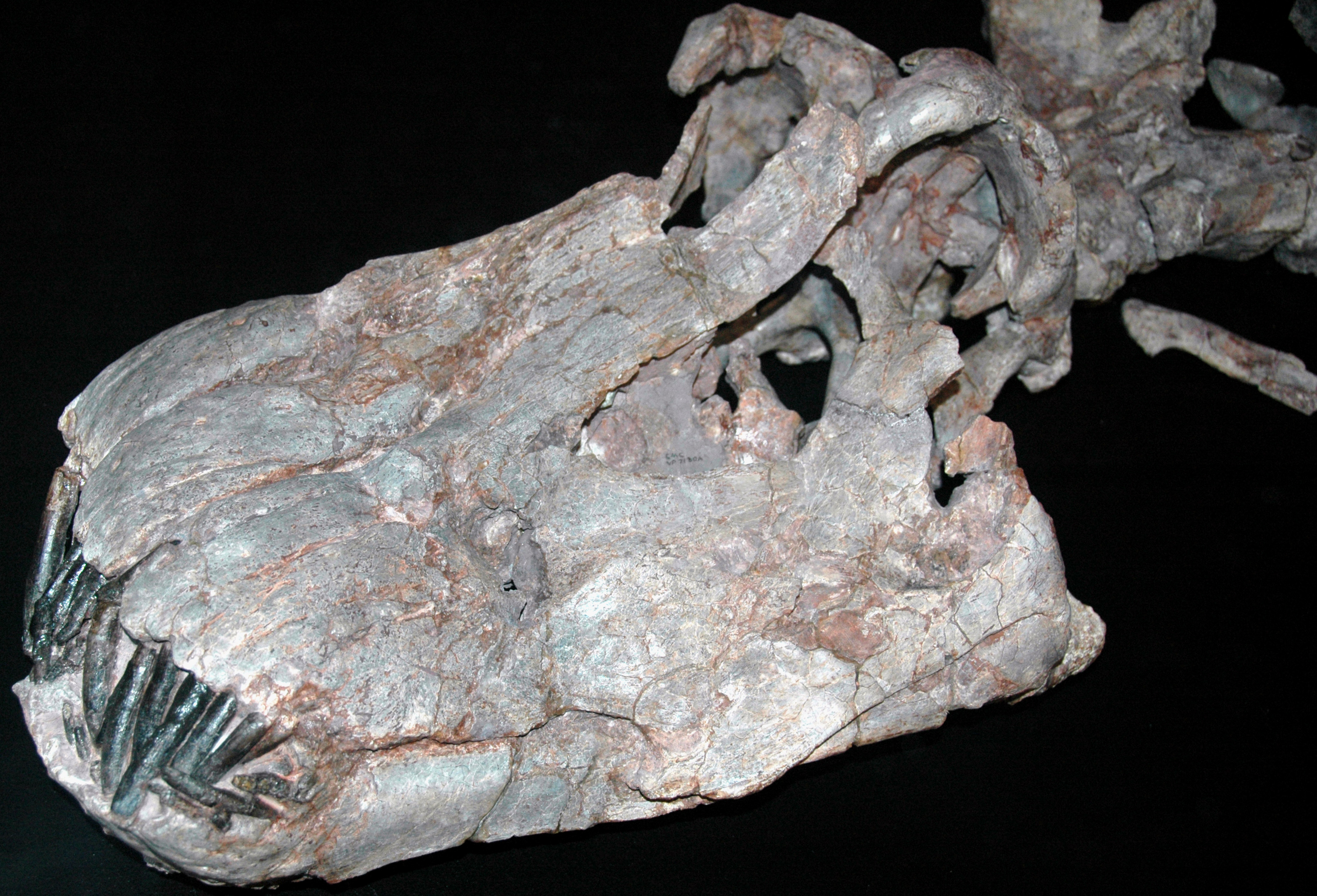
Craniu A. ajax, specimen CMC VP 7180

Craniul este mic în raport cu mărimea animalului. Fălcile sunt căptușite cu dinți spatulați (asemănători cu dalta), potriviți unei diete erbivore. Cutia craniană de  Apatosaurus este bine conservată la specimenul BYU 17096, care a păstrat, de asemenea, o mare parte din schelet. O analiză filogenetică a constatat că creierul are o morfologie similară cu cea a altor diplodocoide. Unele cranii de Apatosaurus au fost găsite încă în articulație cu dinți. Acești dinți care au suprafața smalțului expusă nu prezintă zgârieturi pe suprafață; în schimb, afișează o textură zaharoasă și puțină uzură.

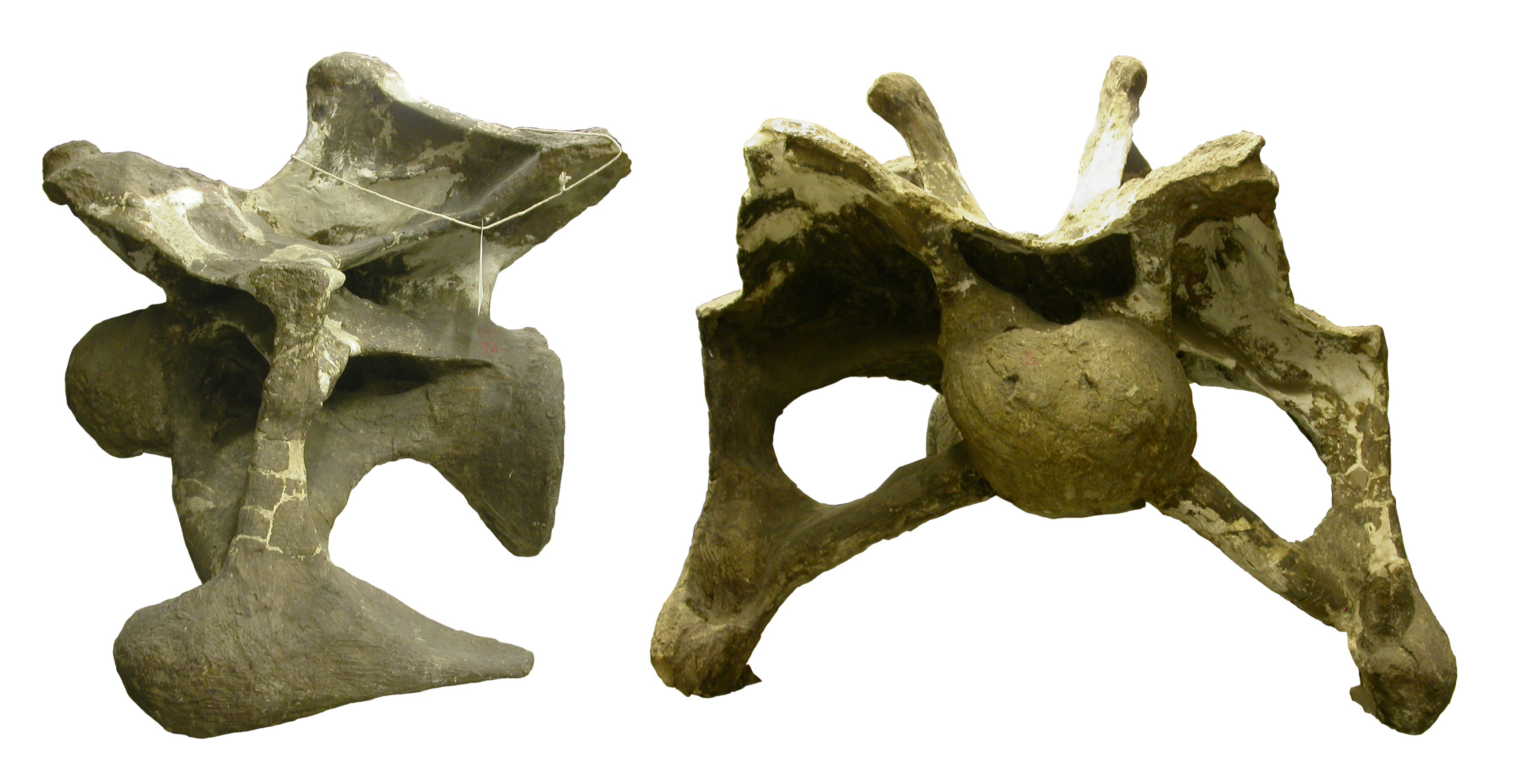
Vertebră cervicală a A. ajax (holotip, YPM 1860) în vedere laterală și din față

La fel ca la celelalte sauropode, vertebrele gâtului sunt profund bifurcate, care separă coloanele vertebrale neurale cu un canal mare la mijloc,  rezultând un gât larg și profund. Holotipul A. louisae are 15 vertebre cervicale, 10 dorsale, 5 sacrale și 82 caudale. Numărul vertebrelor caudale poate varia, chiar și în cadrul speciilor. Vertebrele cervicale ale Apatosaurus și Brontosaurus sunt mai rigide și mai robuste decât cele ale altor diplodocide și s-au dovedit a fi cele mai asemănătoare cu Camarasaurus. La Apatosaurus louisae, vertebrele atlas-axis sunt aproape unite. Coastele dorsale nu sunt contopite sau strâns legate de vertebrele lor, ci sunt articulate în mod vag. Apatosaurus are zece coaste dorsale de fiecare parte a corpului. Gâtul mare era umplut cu un sistem extins de saci de aer care reduc greutatea. Forma cozii este neobișnuită pentru un diplodocid, este relativ subțire datorită scăderii rapide a înălțimii vertebrelor, iar spre capăt are o structură asemănătoare cu biciul.

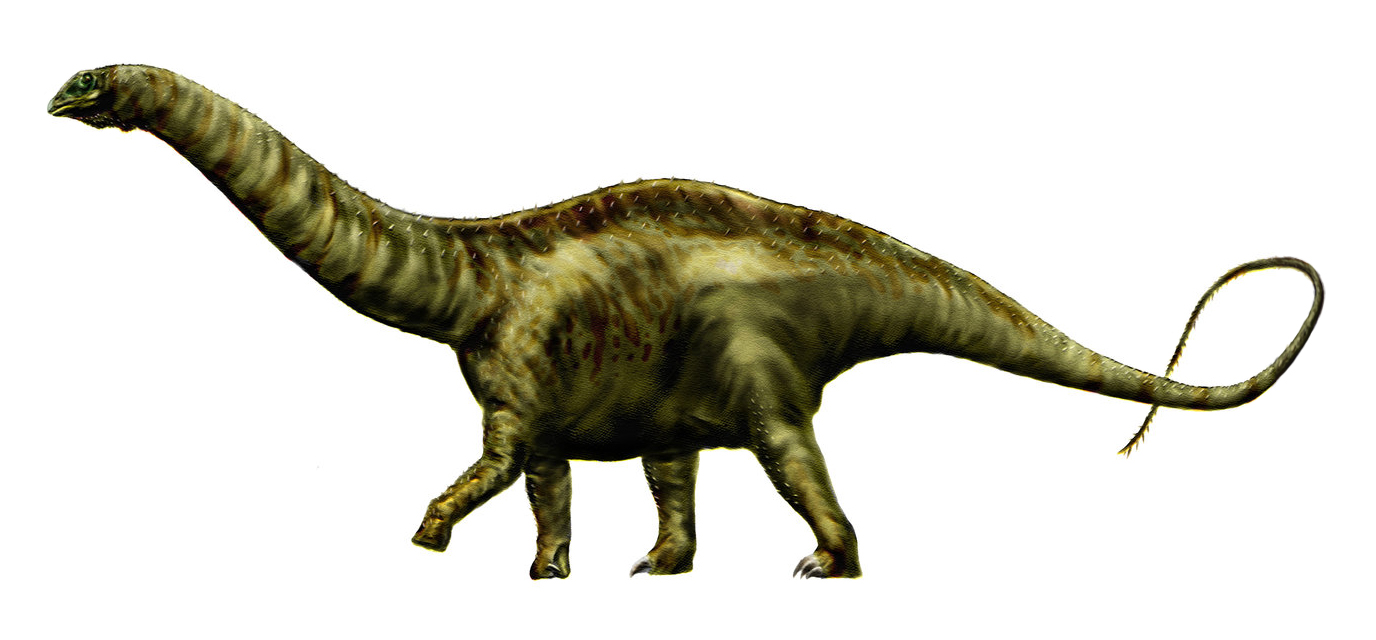
Interpretare artistică a A. louisae

Oasele membrelor sunt, de asemenea, foarte robuste. La Apatosaurinae, scapula de Apatosaurus louisae este intermediară între cea de la A. ajax și Brontosaurus excelsus. Oasele brațelor sunt puternice, humerusul de Apatosaurus seamănă cu cel al Camarasaurus, precum și cu al Brontosaurus. Membrele anterioare ale Apatosaurus se terminau cu o singură gheară mare și primele trei degete aveau gheare la fiecare membru posterior, o caracteristică împărtășită de toate sauropodele. Pelvisul includea un ilum robust iar pubisul și ischium erau unite. Femurul era foarte robust, unul dintre cei mai robuști femuri ai oricărui membru Sauropoda.